# Le Méridional
Pour les articles homonymes, voir La Méridionale.
Le Méridional est un journal régional du sud de la France fusionné avec Le Provençal pour devenir La Provence en 1997.

## Historique
Un journal Le Méridional est créé en 1866 à Avignon, et paraît jusqu'en 1871. De 1876 à 1944, un quotidien régional nommé Le Petit Méridional est publié à Montpellier.
Le Méridional, fondé à Marseille, paraît à partir de septembre 1944, à la Libération. Il défend le Mouvement républicain populaire, parti nouvellement créé par les chrétiens résistants.
Le 15 décembre 1947, Jean Fraissinet rachète avec des alliés 75 % des parts du quotidien, qui s'était fait attribuer l'imprimerie de Marseille-Matin en 1945. Il entend combattre le journal communiste La Marseillaise, et Le Provençal de Gaston Defferre, socialiste, et sera donc classé à droite. Il fusionne son journal, en 1952-53 avec La France de Marseille d'Henry Bergasse. Le Méridional-La France, dont il est l'actionnaire majoritaire et l'inspirateur politique, et non le directeur, lui sert de tribune.
En 1966, il passe un accord avec la société Delaroche et Cie, propriétaire du Progrès de Lyon : il cède les 80 % des actions de son journal mais garde la possibilité d'y publier des articles et son contrôle éditorial au moment des élections durant 10 ans. D'où un procès en 1972 lorsque Le Méridional passe des accords avec Le Provençal, mais Jean Fraissinet, qui s'oppose devant les tribunaux à ce rapprochement, est débouté. Jean Brémond lui succède.
En février 1971 Le Méridional et Le Provençal signent un accord sur le partage de l’impression, tout en gardant des rédactions indépendantes, à la suite de la prise de contrôle par le maire de Marseille, Gaston Defferre, qui détient ainsi le principal journal d'opposition.
En 1997, Le Méridional et Le Provençal fusionnent pour devenir La Provence,,.

### Les rédacteurs en chef
- Alexandre Chazeaux (1944-?)
- Gabriel Domenech (1971-1986)
- (1986-1997)
- José d'Arrigo (2020-2023)
- Narjasse Kerboua (2024-)

## Ligne éditoriale
La ligne éditoriale du journal fut représentative de l'ensemble des courants de droite et d'extrême-droite,. Gabriel Domenech, rédacteur en chef de 1971 à 1985, partisan de l'Algérie française, sera élu, après son départ du journal, député du Front national.

## Postérité
Les archives du journal depuis 1977 sont conservées dans les locaux du journal La Provence, par le service documentation[source secondaire souhaitée].
Un journal en ligne reprend la marque LeMéridional.com et édite à nouveau le titre dans la continuité de sa ligne éditoriale[source secondaire souhaitée].